# Řepíček řepíkovitý
Řepíček řepíkovitý (Aremonia agrimonoides) je jediný druh rodu řepíček; nenápadná, nízká, žlutě kvetoucí rostlina kterou lze před květem podle vzhledu listů zaměnit s jahodníkem.

## Rozšíření
Vyskytuje se ve vyšších polohách okolo Středozemního moře, od Itálie přes Malou Asii až ke Kavkazu. V České republice roste jen v Karpatech na jihovýchodní Moravě. Za původní druh se také počítá na Slovensku, v Rakousku, Maďarsku a Rumunsku, druhotně je rozšířen do Velké Británie.
Tento hemikryptofyt roste na světlých místech v listnatých lesích a řídkých křovinách, na pasekách, lesních cestách i přilehlých loukách, nejčastěji na vápencovém podloží. Vystupuje do pahorkatin a podhorských oblastí do nadmořské výšky 400 až 800 m.

## Popis

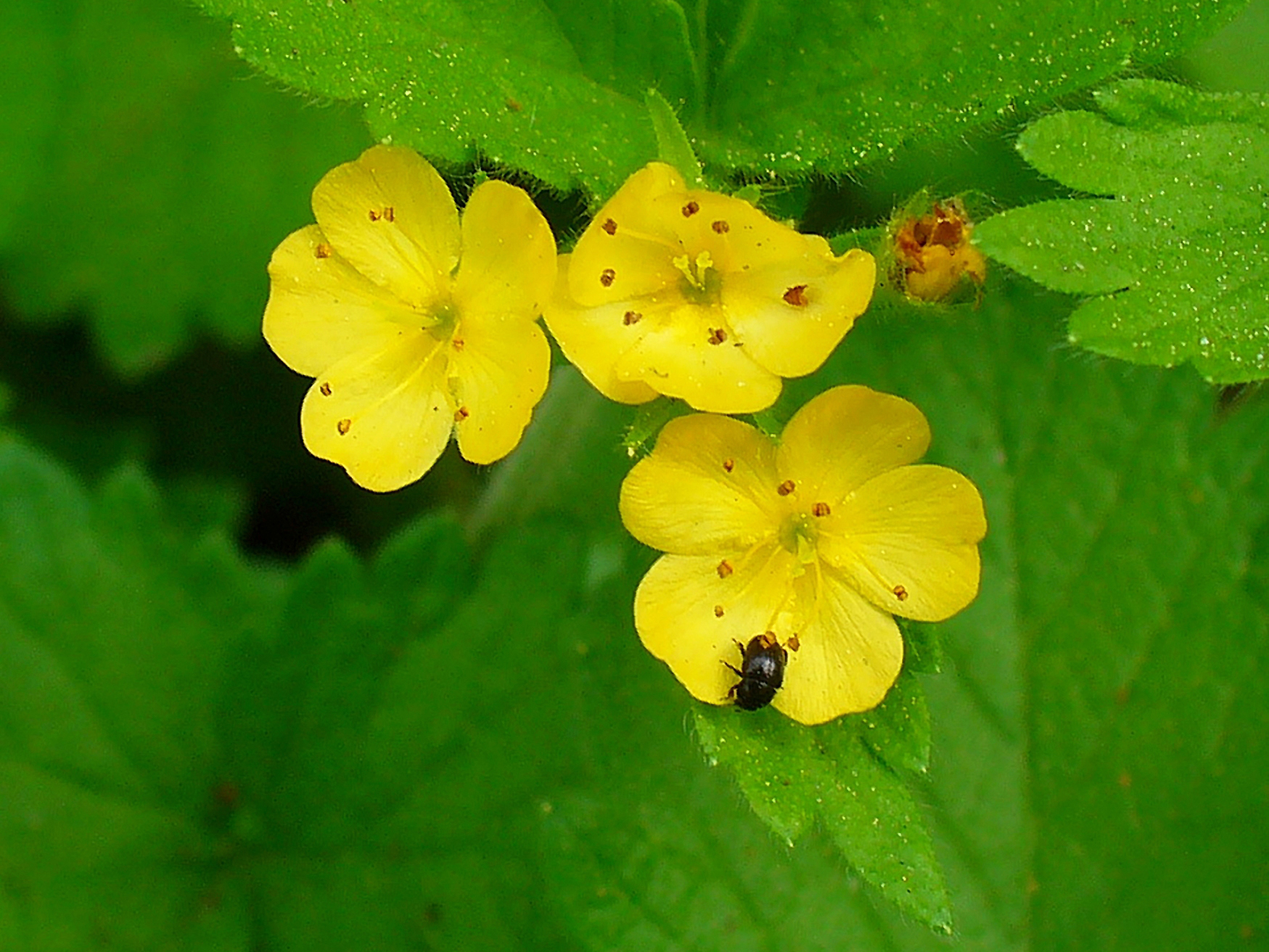
Květy

Vytrvalá bylina jenž bývá vysoká jen 10 až 35 cm. Z dlouhého tenkého oddenku vyrůstá vystoupavá, tenká, okrouhlá lodyha porostlá jemnými chloupky. Spodní listy s kožovitými palisty vyrůstají v růžici, lodyžní listy s bylinnými palisty rostou střídavě. Listy bývají 5 až 20 cm dlouhé, přetrhovaně lichozpeřené o dvou až třech jařmech. Lístky posledního jařma jsou největší, až 4 cm dlouhé a 2,5 cm široké, všechny bývají obvejčité, pilovitě zubaté a měkce chlupaté.
Oboupohlavné stopkaté květy vyrůstají po dvou až pěti v koncovém okolíkovém květenství s velkými listeny. Květy mají zvonkovité květní lůžko s jehož okrajem srůstá okvětí tvořeno dvojitým kalichem a korunou. Vnější vytrvalý kalich má lístky dlouhé 2,5 mm a vnitřní malý kalíšek do 1 mm. Korunu tvoří pět žlutých lístku o délce 4 až 5 mm. V květu je od 5 do 10 tyčinek a s květním lůžkem srostlý semeník o dvou čnělkách s kulovitou bliznou. Po opylení se vyvine většinou jen jedna nažka (ojediněle dvě) uzavřená v kulovité češuli. Kvete v květnu a červnu, výjimečně i v červenci.
Vedle těchto normálních květů se u řepíčku objevují i květy mnohem menší které se nerozvíjejí, jsou bez koruny, opylují se kleistogamicky a přesto vytvářejí plnohodnotná semena. Plod je nažka uzavřena v kulovité číšce obalené vytrvalým kalichem.

## Taxonomie
Řepíček řepíkovitý se vyskytuje ve dvou poddruzích:
- Aremonia agrimonoides (L.) DC. subsp. agrimonoides
- Aremonia agrimonoides (L.) DC. subsp. pouzarii Skalicky

První uvedený, nominátní poddruh řepíček řepíkovitý pravý roste v České republice a téměř v celém výše uvedeného prostoru. Druhý poddruh se vyskytuje jen na severovýchodě Řecka.

## Ohrožení
Tato rostlina, která se na území ČR vyskytuje jen vzácně, je v "Červeném seznamu cévnatých rostlin České republiky" zařazena mezi ohrožené druhy (C2r).